# (30252) Textorisová
(30252) Textorisová – planetoida z pasa głównego asteroid okrążająca Słońce w ciągu 3 lat i 212 dni w średniej odległości 2,34 j.a. Została odkryta 30 kwietnia 2000 roku w obserwatorium astronomicznym w Ondřejovie przez Petera Kušniráka. Nazwa planetoidy pochodzi od Izabeli Textorisovej (1866–1949), pierwszej słowackiej kobiety botanika. Przed jej nadaniem planetoida nosiła oznaczenie tymczasowe (30252) 2000 HE24.